# Hadena asiatica
Hadena asiatica är en fjärilsart som beskrevs av Wagner 1931. Hadena asiatica ingår i släktet Hadena och familjen nattflyn. Inga underarter finns listade i Catalogue of Life.